# Petit-grain
Le petit-grain (parfois orthographié petitgrain ou petit grain) est un distillat de jeunes rameaux ou ramilles feuillés et de fruits naissants d'agrumes. Les fleurs de ces jeunes rameaux ont déjà donné de très jeunes fruits intensément parfumés qui ont la taille de petits grains.
On ne doit pas le confondre avec le néroli qui est un distillat de fleurs ou de boutons floraux d'agrumes, (L'oranger amer ou bigaradier donne 3 huiles essentielles: le petitgrain à partir des feuilles, fruits naissants et brindilles, le Néroli à partir des fleurs - on en fait aussi d'orange douce et de mandarine - et avec les écorces des fruits pressées l'huile d'orange amère).
Il existe autant de petit-grain ou d'« huile essentielle de petit-grain » ou encore «essence de  petit-grain » que de cultivars d'agrumes : petit-grain bigaradier (C. aurantium), petit-grain mandarinier (C. reticulata), petit-grain d’oranger, de citronnier, de bergamotier, de combava, etc. Le petitgrain le plus apprécié et le plus produit est celui de bigaradier, ceux de citronnier (essence de petitgrain citronnier toute petite production en Sicile), mandarinier, bergamotier sont produits en petite quantité en Italie, les petitgrains de pamplemoussier (C. paradisi) et d'orange douce (C. sinensis) sont rares.

## Dénomination
En 1622, Étienne Binet décrit les très jeunes fruits de l'oranger : « son fruit est un petit grain verdelet sortant du sein et du cœur de la fleur; il s'enfle petit à petit de verjus ». Fin XVIIe siècle Pierre Pomet (Histoire générale des drogues) distingue l'huile tirée des zestes d'orange (huile essentielle de bigarade ou d'orange douce) de celle tirée de jeunes fruits « Les Provençaux nous envoient une huile [.. ] ce que nous appelons huile de petit grain, qui est faite d'orangelettes, qu'ils distillent dans un alambic, avec une quantité suffisante d'eau, après les avoir fait tremper cinq ou six jours dans la même eau. Cette huile est d’un jaune doré, d'une odeur forte et odorante ».
Le terme petitgrain est employé dans toutes les langues avec des adaptations à la prononciation locale par exemple Петігренова (Petihrenova) en ukrainien. Le pluriel petitgrains est attesté en anglais, allemand, et en français. Petitgrain bigarade oil désigne l'huile essentielle de petigrain  bigaradier,.

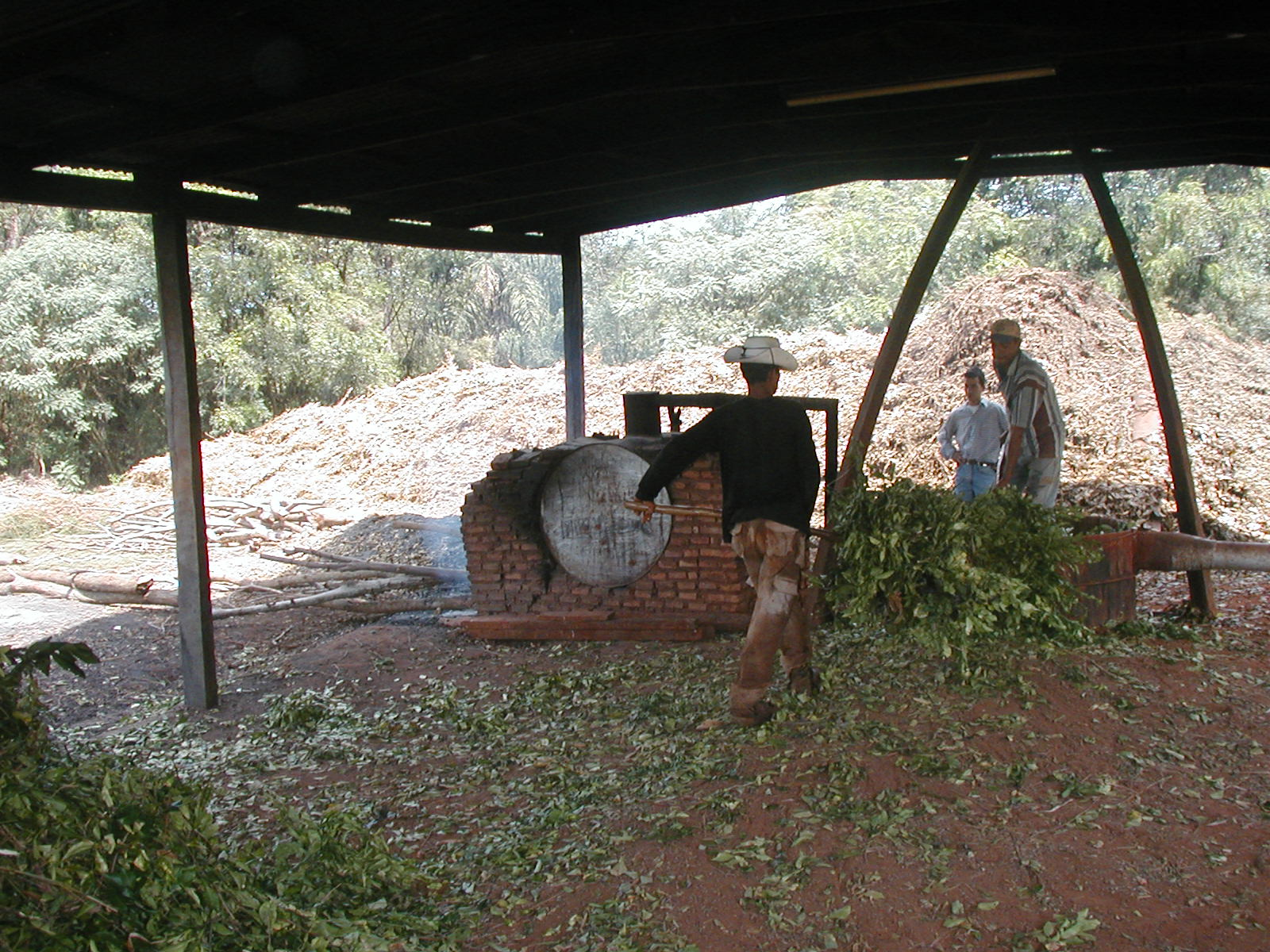
Récolte des rameaux de bigaradier au Paraguay

## Extraction
La majorité de la production marchande (petitgrain bigarade) vient depuis longtemps de France, Italie, Espagne, puis du Paraguay, d'Afrique du Nord et d'Egypte.
C'est le botaniste français  Benjamin Balansa (1825-1892) - venant du Viêt Nam ou le bigaradier est largement cultivé - qui débute au Paraguay la distillation en phase vapeur en 1876 puis la développe. Le petitgrain bigarade du Paraguay est le plus diffusé avec 80 % de la production mondiale (180 à 200 t), il a une note verte typique. Les cultivars de bigaradier cultivés au Paraguay sont Apepú-Jhai et Apepú jhe'e (Apepú signifie bigaradier dans l'espagnol local), il a longtemps été qualifié d'hybride d'orange douce, ce qui permettait de disqualifier la dénomination de petitgrain bigarade.
Les huiles de petitgrain bigarade produites dans les régions méditerranéennes sont réputées avoir des propriétés olfactives supérieures aux paraguayennes plus puissantes. La production française, jadis dominante est devenue marginale[réf. souhaitée], on conserve en Provence des cultivars spécifiques (les Bouquetiers): Bouquetier grande fleur, Bouquetier de Nice, de Grasse.

### Hydrodistillation
Traditionnellement obtenue par hydrodistillation ou distillation directe à la vapeur d’eau (ne pas bouillir le matériel végétal au risque d'hydrolyse de l'acétate de linalyle). Le matériel végétal doit provenir exclusivement du bigaradier, on doit effectuer l'opération d'extraction rapidement après la récolte. Les petits fruits immatures ont la taille d'une cerise[réf. à confirmer].
L’extraction sans solvant assistée par micro-ondes (solvent-free microwave extraction SFME) présente de nombreux avantages du point de vue environnemental: économie d’énergie, rapidité (30 min contre 3 h pour l'hydrodistillation et 1 h pour le pressage à froid), très faible consommation d'eau, absence de rejets, qualité du résultat. Elle est avantageusement comparée à l'hydroextraction traditionnelle.

### Eau de brout
Comme pour le Néroli qui donne en sous produit d'extraction l'eau de fleur d'oranger, l'eau de brout est produite durant l'hydro-extraction du petitgrain, elle présente des notes florales et un parfum fumé moins délicat (parfum de brulé), parfois acre, que celui de la fleur. On en tire l'absolu d’eau de brout par extraction avec solvant. « En distillant les rameaux (feuilles et bois) [du bigaradier], on obtient une essence, le petit grain, et l'eau de brout, les deux de qualité inférieure aux produits correspondants obtenus avec la fleur » écrit Septimus Piesse (2021).

Ce terme était anciennement employé pour désigner une eau destinée à décolorer les aubiers en menuiserie, c'est au début du XXe siècle qu'eau de brout apparait dans le vocabulaire de la parfumerie. Elle était souvent mélangée à l'eau de fleur. 

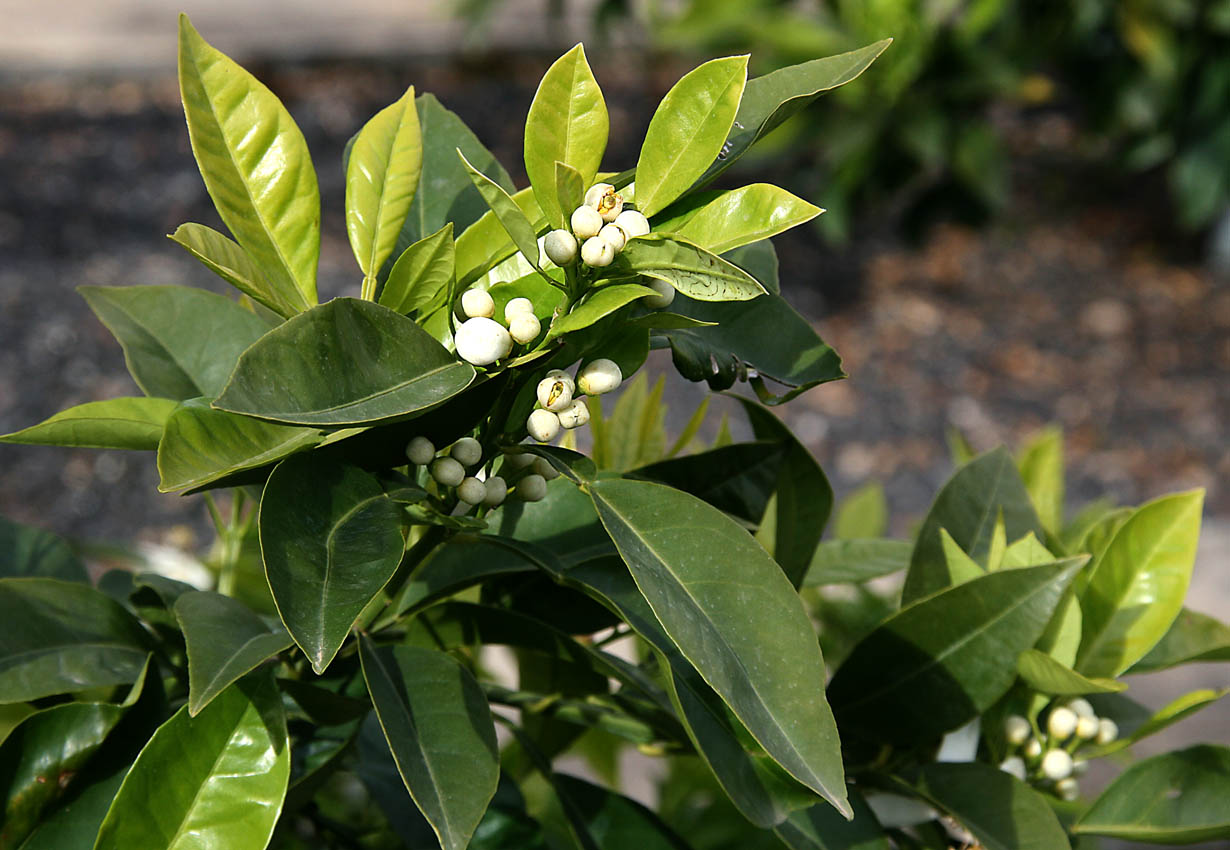
Floraison du bigaradier italien var. Fondazione

### Rendement
Le rendement est de 0,2 à 0,6 %,. Le rendement est influencé par le matériel végétal (0,3 % pour les jeunes feuilles, 0,2 % pour des feuilles développées), la fraicheur de la récolte (0,28 % contre 0,22 % pour des feuilles flétries), les feuilles entières donnent un rendement supérieur aux feuilles hachées (0,29 % conte 0,26 %). Il varie selon la saison: optimal en avril pour le petitgrain bigarade, supérieur en mars et non en avril en Sicile pour le petitgrain citronnier.

## Utilisation
L'huile essentielle de petitgrain bigarade est jaune pale avec un arôme spécifique d'oranger et une verdeur fraiche[réf. souhaitée]. Elle est décrite comme agréablement douce, fraiche et florale sur un fond boisé herbacé et tenace qui la distingue du Néroli floral. Elle a 3 domaines d'utilisation : parfums et cosmétiques, les arômes et de l'aromathérapie.

### Parfumerie et cosmétique
Les petitgrains sont très utilisés en parfumerie et cosmétique, traditionnellement dans les savons où la stabilité du petitgrain bigarade est appréciée, le petitgrain mandarine en parfumerie, notamment dans les Eaux de Cologne dont la base des produits modernes est petitgrain de bigarade, néroli, bergamote, fleur d'oranger, le petigrain bigarade constitue la note de cœur de l'eau de Cologne J-M Farina, d'Aqua Allegoria de Guerlain, etc.. Le petitgrain bigarade donne aux parfums une note florale.

### Arôme
Les essences de petitgrain aromatisent diverses préparations alimentaires: produits laitiers, les glaces aux fruits, pâtisseries, les bonbons mous et les sauces pour les desserts et liqueurs (Grand Marnier, Curaçao, Cointreau, Triple sec...).

### Aromathérapie

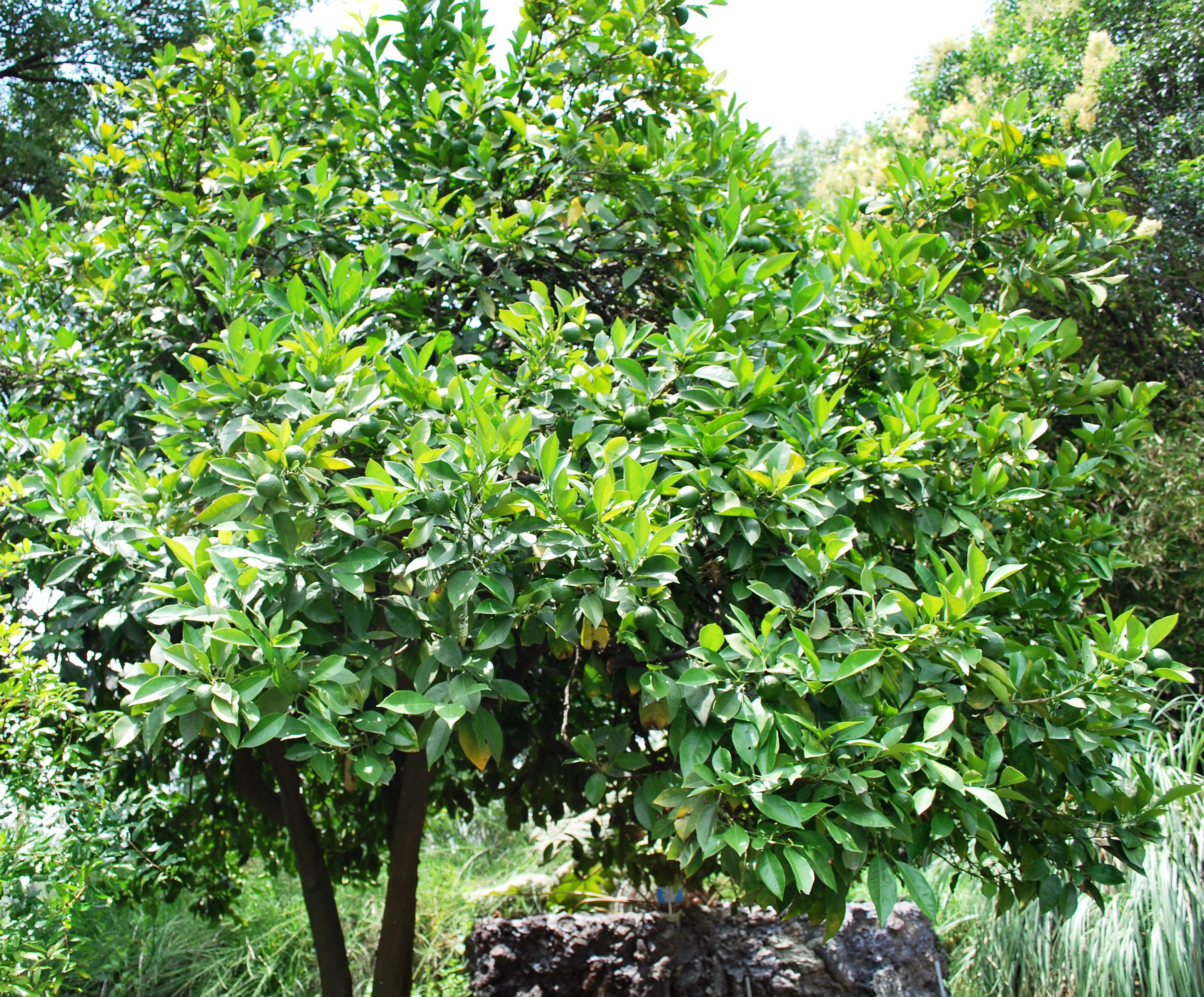
Bigaradier couvert de jeunes pousses

Elle est utilisée en ethnomédecine traditionnelle chinoise et tunisienne. L'huile essentielle de petit-grain a un effet calmant, relaxant, décontractant, apaisant (contre les cauchemars des enfants, contre l'anxiété...), elle est également cicatrisante et anti-infectieuse.
Les huiles de petitgrain ont une capacité antioxydante élevée mesurée grâce à leur teneur en monoterpènes et en sesquiterpènes, le petitgrain bigarade a montré une efficacité supérieure comparée à celle d'orange douce, de citronnier, de clémentine et de bergamote (2017). L'essence de petitgrain mandarine a montré une activité anti-cancer (leucémie humaine) in vitro (2009).

## Composition
La composition est très variable en fonction de la matière première végétale (dont le porte-greffe), de la procédure d'extraction (temps d'extraction lors de l'hydrodistillation); elle influence la qualité et la conservation. Les huiles essentielles de petitgrain sont différentes de celle des zestes extraites par pression à froid, elle contiennent davantage de composés oxygénés et beaucoup moins de limonène.
- L’huile essentielle de petit-grain bigarade doit son parfum[31] à la richesse en esters (jusqu'à 65 %)[48] acétate de linalyle (55 %), acétate de géranyle (5 %) auxquels s'ajoutent des alcools (40 %): linalol (28 %), nérol, alpha-terpinérol (8 %) et géraniol (5 %) aux monoterpènes  myrcène (6 %), bêta-cymène (5 %), etc.[49]. La composition varie selon la provenance: linalol (36,8 %), acétate de linalyle (22,1 %) et α-terpineol (11,7 %) pour la tunisienne[50],  β-pinène, sabinène, limonène et citronellal pour celle de La Réunion[51],
- L'huile essentielle de petitgrain mandarine contient principalement de l'anthranilate de méthyle (50 %), puis de γ-terpinène (26 %) suivi du limonène (11 %) et du p-cymène (4 %)[52].
- L'huile essentielle de petitgrain citronnier (du Nigéria) a pour principaux composant le néral, le géranial et le limonène[53], et celle en provenance de Turquie est riche en hydrocarbures monoterpéniques: limonène (44,2 %) et le β-pinène (10,6 %)[54].

## Anthologie
- Floriane. Les  Succédanés  de  l’Essence  de  Pelitgrain - La Parfumerie moderne : revue scientifique et de défense professionnelle. Lyon. Bibliotheque Interuniversitaire de Santé, vol XIII, 1920[55]

« Ces hausses qui pourraient être très pernicieuses [ ] sont dans notre domaine des stimulants pour les chimistes qui recherchent immédiatement des produits de substitution.
C’est ainsi que l’anthranilate de méthyle que l’on employait guère que pour fleurir des petitgrains déterpénés, de façon à les transformer en Nérolis artificiels, s’emploie maintenant en mélange avec le ter-pinéol, le linalol et le géraniol pour donner des succédanés d'essence de petitgrain.
Le Laboratoire Gattefossé a préparé également un produit assez bon marché qui peut donner une bonne base de petitgrain utilisable même en savonnerie: c'est le benzoate de butyle dont l’odeur sucrée se marie admirablement à celle de  l’anthranilate de méthyle. Corrigé par un peu de linalol, benzoate de butyle communique aux savons ou aux eaux de cologne une odeur agréable et très fleurie. »